# Linda Vilhjálmsdóttir
Linda Vilhjálmsdóttir, född 1 juni 1958, är en isländsk författare och undersköterska. Hennes diktsamling Frelsi (i sv. övers. Friheten) har nominerats till Nordiska rådets litteraturpris 2017.
Vilhjálmsdóttir tilldelades 2005 det isländska poesipriset Jón från Vörs diktkäpp (isländska: Ljóðstafur Jóns úr Vör) 